# 마쓰다이라 노리사다
마쓰다이라 노리사다(일본어: 松平乗完, 1752년 5월 4일 ~ 1793년 9월 23일)는 미카와 니시오 번 제2대 번주를 지냈다. 에도 막부에선 노중을 맡았다. 오규 마쓰다이라 종가 제12대 당주.
| 전임 마쓰다이라 노리스케 | 제2대 니시오 번 번주 (오규 마쓰다이라 종가) 1769년 ~ 1793년 | 후임 마쓰다이라 노리히로 |